# تیم ملی بسکتبال اتحاد جماهیر شوروی

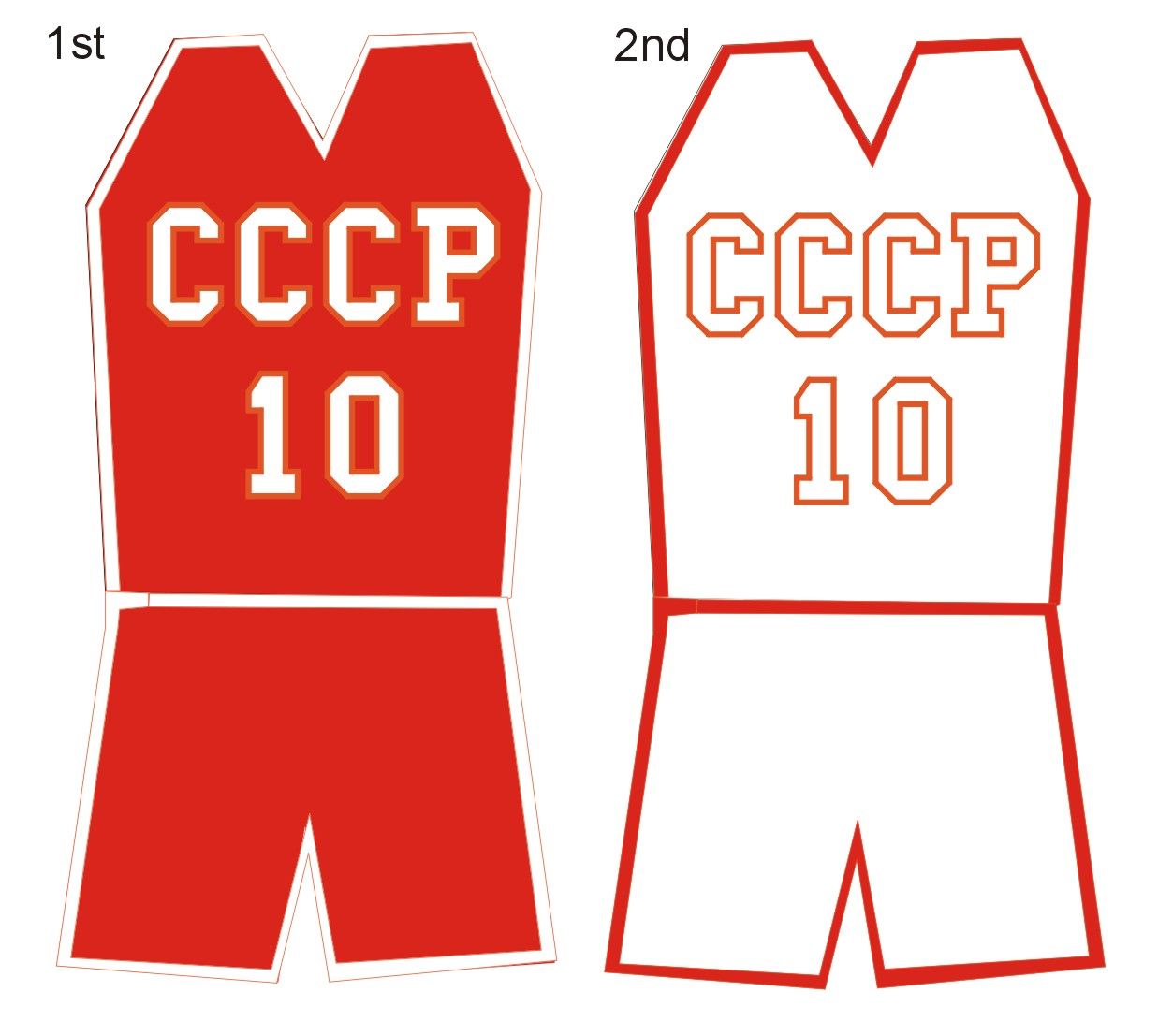
کیت اول و دوم تیم ملی بسکتبال شوروی

تیم ملی بسکتبال اتحاد جماهیر شوروی، نماینده اتحاد جماهیر شوروی در مسابقات بین‌المللی بود. پس از انحلال اتحاد جماهیر شوروی در سال ۱۹۹۱، کشورهای جانشین همه تیم های ملی خود را تشکیل دادند.
بر اساس تعداد مدال‌ها، تیم ملی بسکتبال اتحاد جماهیر شوروی سابق، یکی از موفق‌ترین تیم‌ها در تاریخ مسابقات بین‌المللی بسکتبال است.